# Erebia manto
Erebia manto е вид пеперуда от семейство Многоцветници (Nymphalidae). Видът не е застрашен от изчезване.

## Разпространение и местообитание
Разпространен е в Австрия, Босна и Херцеговина, Германия, Испания, Италия, Лихтенщайн, Полша, Румъния, Словакия, Словения, Сърбия, Украйна, Франция и Швейцария.
Обитава гористи местности, пустинни области, планини, възвишения, ливади и храсталаци.

## Описание
Популацията на вида е намаляваща.